# Datong
Pour les articles homonymes, voir Datong (homonymie).

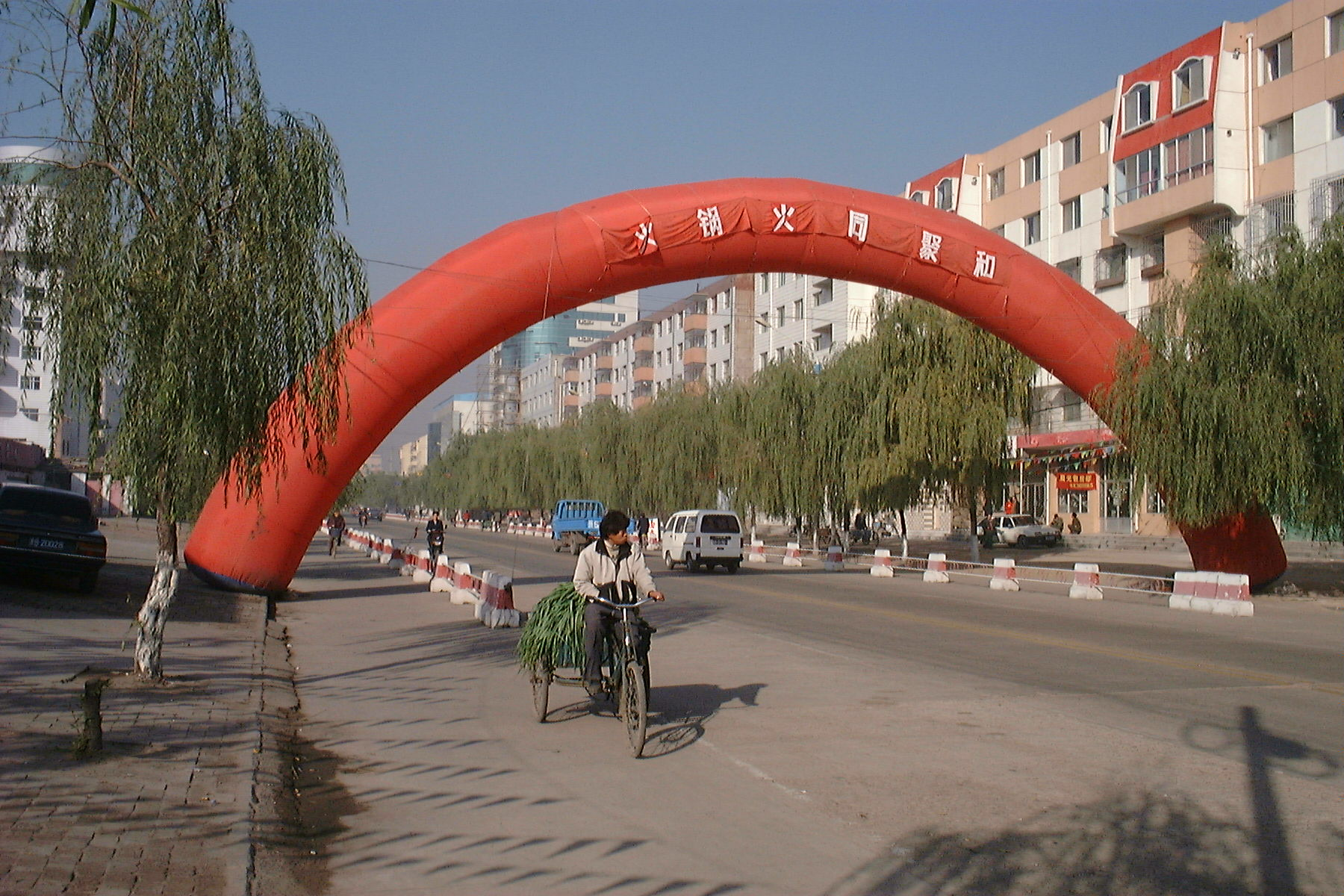
Une rue de Datong

Datong (大同 ; pinyin : Dàtóng ; EFEO : Ta-t'ong) est une ville de la province du Shanxi en Chine. Sa population était de 3 318 054 habitants en 2010. On y parle le dialecte de Datong du Jin yu.

## Histoire
La ville fut nommée Píngchéng (平城) pendant la dynastie Han. Elle fut capitale sous les Wei du Nord (386-534), mais perdit en 494 son rang au profit de Luoyang. Elle fut renommée en Datong (= Grande Unité) en 1048.

## Culture et religion
À environ 16 km de la ville se trouvent les grottes de Yungang, l'un des quatre sites d'art bouddhique les plus renommés de Chine. Avec leurs 252 grottes et leurs 51 000 statues, elles représentent une réussite exceptionnelle de l'art rupestre bouddhique en Chine. La plupart d'entre elles furent creusées entre 460 et 494.
La majorité des grottes sont néanmoins fermées au public. Parmi la cinquantaine auxquelles on peut avoir accès, il est tout de même possible de voir des chefs-d'œuvre comme la statue d'un Bouddha de 17 mètres dans la grotte numéro 5.
Le Musée de Datong (zh), est un musée municipal fondé en 1959.
La ville est le siège du diocèse catholique de Datong avec sa petite cathédrale néo-classique consacrée au Cœur Immaculé de Marie.

## Économie
Datong est le centre d'une des principales régions minières de charbon.

## Subdivisions administratives
La ville-préfecture de Datong exerce sa juridiction sur onze subdivisions - quatre districts et six xian :
- le district de Pingcheng - 平城区 Píngchéng Qū ;
- le district de Yungang - 云冈区 Yúngǎng Qū ;
- le district de Xinrong - 新荣区 Xīnróng Qū ;
- le district de Yunzhou - 云州区 Yúnzhōu Qū ;
- le xian de Yanggao - 阳高县 Yánggāo Xiàn ;
- le xian de Tianzhen - 天镇县 iānzhèn Xiàn ;
- le xian de Guangling - 广灵县 Guǎnglíng Xiàn ;
- le xian de Lingqiu - 灵丘县 Língqiū Xiàn ;
- le xian de Hunyuan - 浑源县 Húnyuán Xiàn ;
- le xian de Zuoyun - 左云县 Zuǒyún Xiàn ;

## Éducation

### Colleges et universités
- Datong université (大同大学)

### École majeures
- Datong No.1 école secondaire (大同市第一中学)
- Datong No.2 école secondaire (大同市第二中学)
- Datong Locomotive école secondaire (大同机车中学)
- Datong No.3 école secondaire (大同市第三中学)
- BeiYue école secondaire
- Datong école secondaire expérimentalel (大同市实验中学)
- La No.1 école secondaire de DCMG(Datong Coal Mine Group) (同煤一中)
- Datong No.14 école primaire (大同市第十四小学)
- Datong No.18 école primaire (大同市第十八小学)
- Datong école primaire expérimentale (大同市实验小学)

### Liens externes

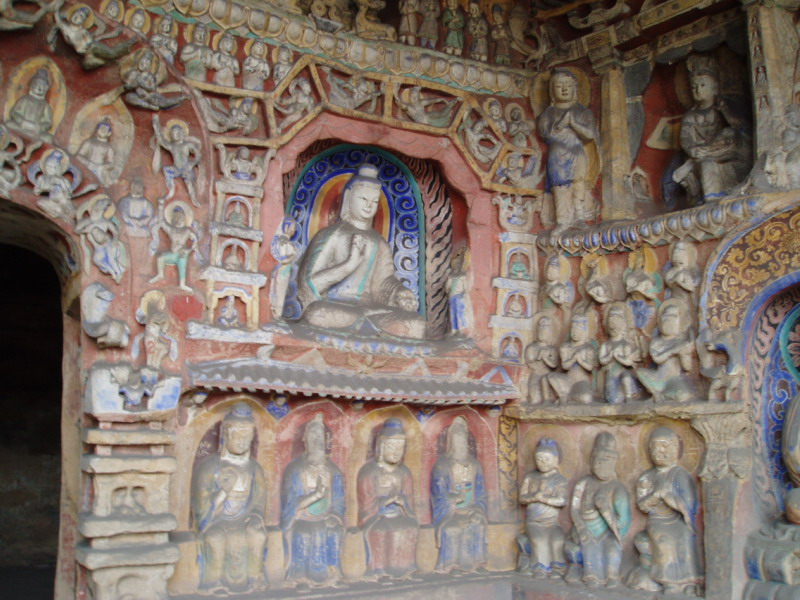
Une grotte à Datong

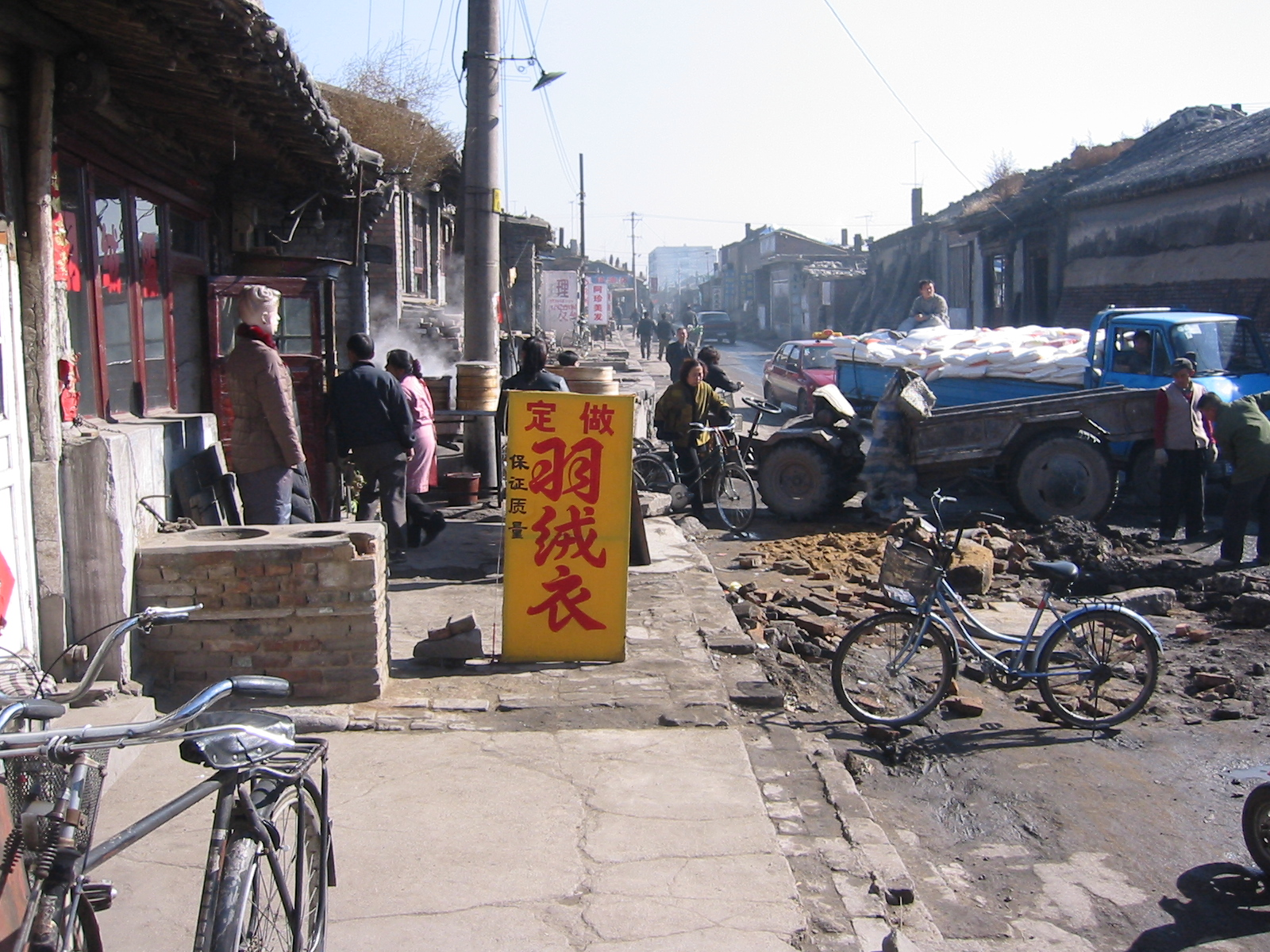
Un quartier ancien de Datong